# Breg (stacja kolejowa)
Breg – stacja kolejowa w miejscowości Breg, w regionie Dolna Kraina, w Słowenii.
Stacja jest zarządzana przez SŽ-Infrastruktura.

## Linie kolejowe
- Dobova – Lublana